# Sampiero Corso

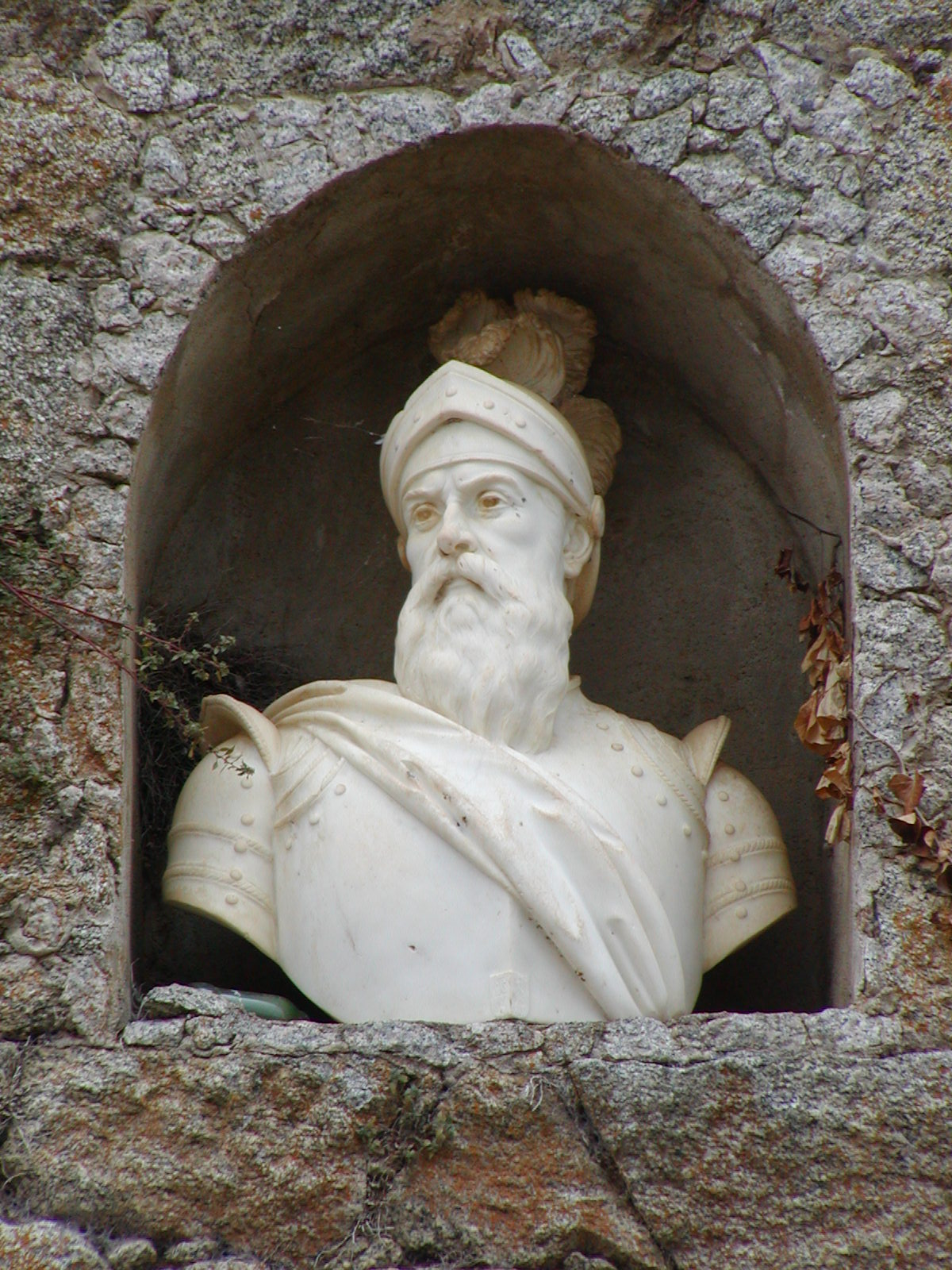
Bildnis Sampiero Corsos in Vico, Santa-Maria Siche, Pievi d'Ornanu

Sampièro di Bastelìca, Herr von Ornano, auch Sampiero d’Ornano oder Sampiero Corso, (* 1497 in Bastelica; † 17. Januar 1567 bei Eccica-Suarella) war ein korsischer Adliger, Freiheitskämpfer und Volksheld.
Sampiero stand als junger Söldner im Dienst des letzten großen florentinischen Condottiere Giovanni de’ Medici. Er führte 1553 mit französischer und osmanischer Hilfe den korsischen Aufstand gegen Genua, initiierte 1564 einen neuerlichen Aufstand und tötete dabei seine Gattin Vanina d’Ornano, als diese mit den Genuesen Verhandlungen führte.

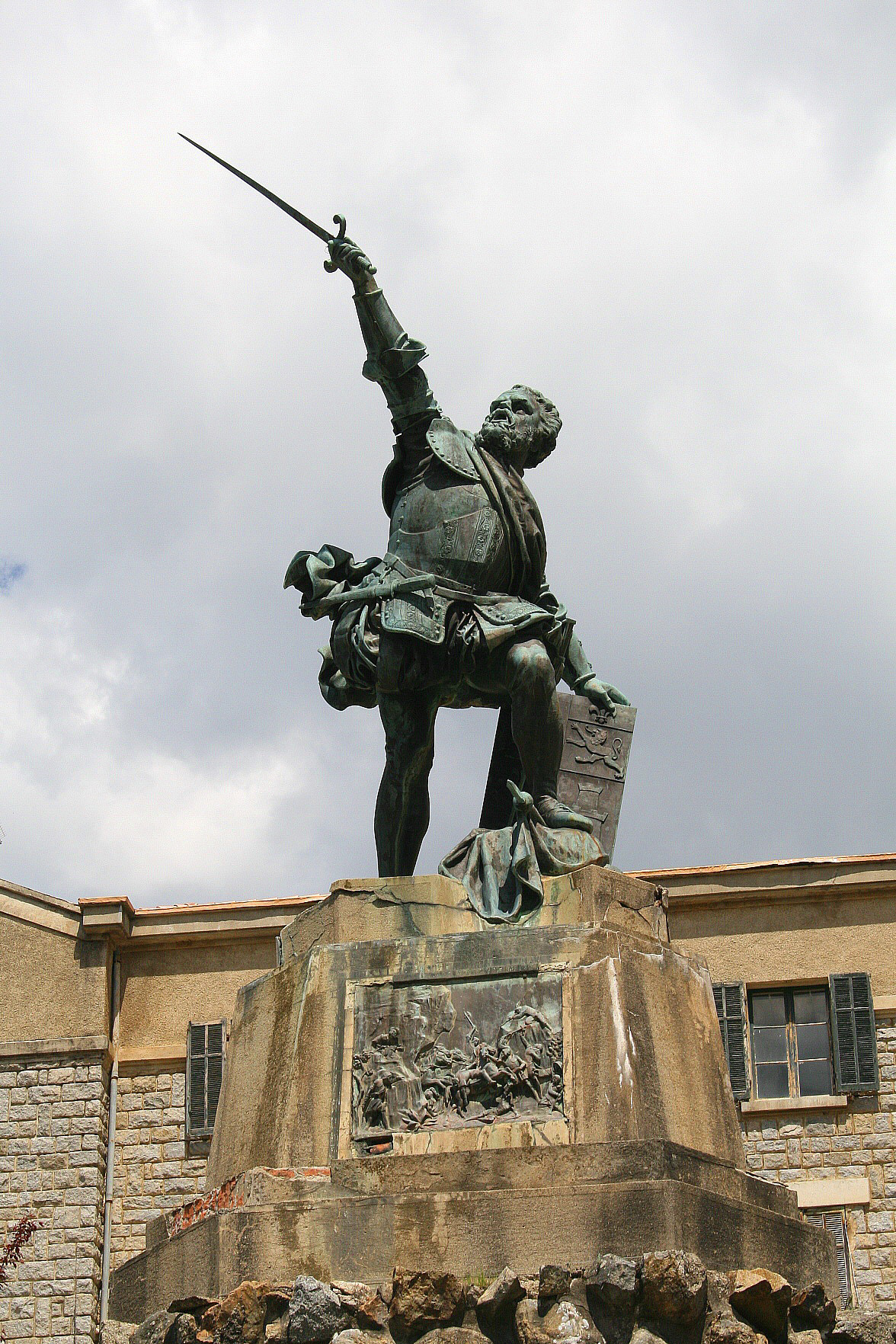
Standbild in Bastelica.

Sampiero starb am 17. Januar 1567 durch die Blutrache seines Schwagers Michel Angelo d’Ornano. Sein Schicksal ist mehrfach novellistisch und dramatisch (unter anderem 1844 von Friedrich Halm) behandelt worden; William Shakespeare inspirierte es zu dem Drama Othello. Seine Nachkommen traten in französische Dienste und gelangten zu hohen Würden: Sein Sohn Alphonse d’Ornano (1548–1610) sowie zwei weitere Nachfahren, Jean-Baptiste d’Ornano (1581–1626) und Philippe-Antoine d’Ornano (1784–1863) wurden Marschälle von Frankreich.
Sein Standbild in kämpferischer Pose befindet sich in seinem Geburtsort Bastelica auf Korsika.